# Головчатка альпийская
Головчатка альпийская, или Цефалярия альпийская (лат. Cephalaria alpina) — вид растений рода Головчатка (Cephalaria) семейства Жимолостные (Caprifoliaceae).

## Описание
Многолетнее растение, достигающее в высоту от 60 до 100 см. Стебель и нижняя сторона листьев покрыты густыми волосками.
Цветы собраны в шаровые соцветия. Прицветники 6-7 мм в длину и от 3,5 до 4 мм шириной. Период цветения продолжается с июля по сентябрь.

## Ареал
Встречается в западной и южной части Альп, в Апеннинах. На востоке доходит до Арльберга.

## Применение и использование
Используется в качестве декоративного растения в садах и на клумбах.